# Cabaret Voltaire
Pour les articles homonymes, voir Cabaret Voltaire (homonymie).
 (avril 2024).

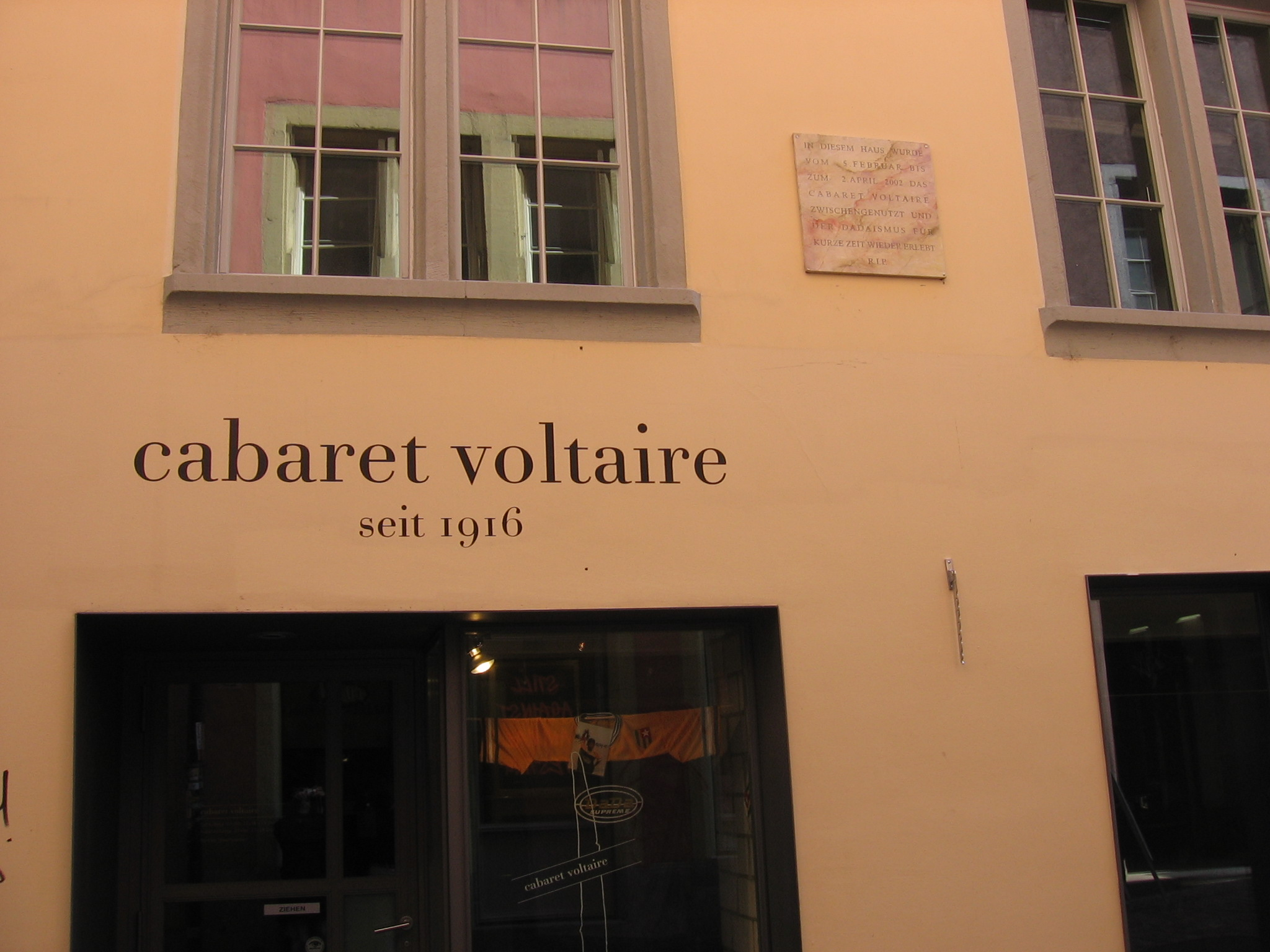
Le Cabaret Voltaire en 2006

Le Cabaret Voltaire est un lieu de culture situé au numéro un de la Spiegelgasse (« ruelle du miroir »), à Zurich, la rue où demeura Lénine. Actif pendant six mois, de février à juillet 1916, sous la conduite d'Hugo Ball, il est le lieu de naissance du mouvement Dada.
L'idée du nom est née d'une plaisanterie fondée sur le décalage apparent entre les mots « cabaret » (la nuit et ses supposés vices) et « Voltaire » (le philosophe)[réf. souhaitée].

## Création du cabaret
Depuis 1914, une association de jeunes artistes (taxés de dangereux socialistes et anarchistes par les autorités) se déplace de café en café sous le nom de « Cabaret Pantagruel ».[Information douteuse]
Emmy Hennings et Hugo Ball, membres de cette association, découvrent par hasard un petit bistrot nommé la « Métairie hollandaise ». Ils demandent à son patron d'utiliser une salle désaffectée et le 5 février 1916, sous l'enseigne « Cabaret Voltaire », ils ouvrent les portes d'un lieu appelé à devenir mythique.
Peu avant, le 2 février, paraît dans la presse zurichoise l'annonce suivante rédigée par Ball : « Le Cabaret Voltaire. Sous cette dénomination s'est constituée une association de jeunes artistes et écrivains dont le but est de créer un centre de divertissement artistique. En principe, le Cabaret sera animé par des artistes, invités permanents, qui lors de réunions quotidiennes, donneront des représentations musicales et littéraires. Les jeunes artistes zurichois, de toutes tendances, sont invités à nous rejoindre avec des suggestions et des propositions. »

## Un lieu d'artistes
Le peintre Marcel Janco, en balade dans le vieux Zurich, entend de la musique dans une boîte de nuit ; il y rencontre Emmy Hennings qui y chante en compagnie de Ball, qui joue du piano. Après avoir sympathisé, il les met en relation avec ses amis, tels le poète Tristan Tzara et le peintre Jean Arp, qui contribuent à la notoriété du cabaret.
Ball et Hennings manquant d'argent pour réaliser des travaux, ils demandent à leurs amis artistes de leur prêter des œuvres pour décorer les murs du cabaret. C'est ainsi que se retrouvent exposées quelques figures de l'avant-garde, notamment Modigliani, Picasso, Kandinsky, Klee, Jawlensky, Léger ou Matisse.
C'est dans cet endroit sombre et dépouillé, tapissé de tableaux futuristes, cubistes et expressionnistes, que se réunissent de jeunes artistes zurichois de toutes tendances pour participer à des représentations musicales et littéraires.
Au XXIe siècle, le nouveau Cabaret Voltaire est né grâce à l'engagement des amis de Dada. À partir de l'été 2004, Philipp Meier y a été nommé directeur et Adrian Notz directeur adjoint. Jusqu'à fin 2013, Philipp Meier dirigeait le service de « PostDADA » et Adrian Notz la « DADAlogie ». Depuis 2012, Adrian Notz est l'unique directeur.

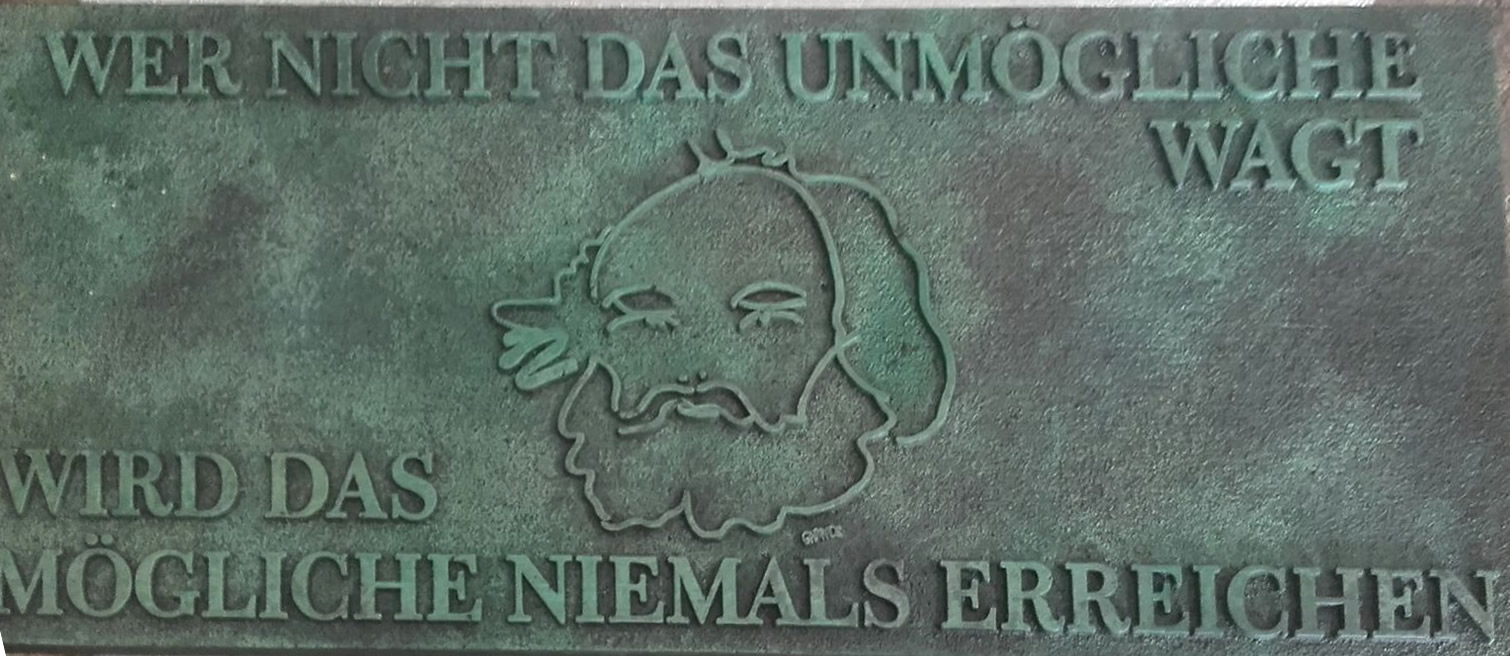
Nouvelle plaquette de Garbade, sur la tombe de Bakounine dans le cimetière de Bremgarten a Berne.

Aujourd'hui, le Cabaret Voltaire adopte des personnalités dadaïstes, par exemple Alexandre Archipenko, Tatsuo Okada ou Michel Bakounine. Ses membres ont subventionné l'entretien de la tombe de Bakounine dans le cimetière Bremgarten de Berne en 2014, et y ont apposé en 2016 une nouvelle plaque, œuvre de l'artiste suisse Daniel Garbade.

## Naissance du mouvementDada

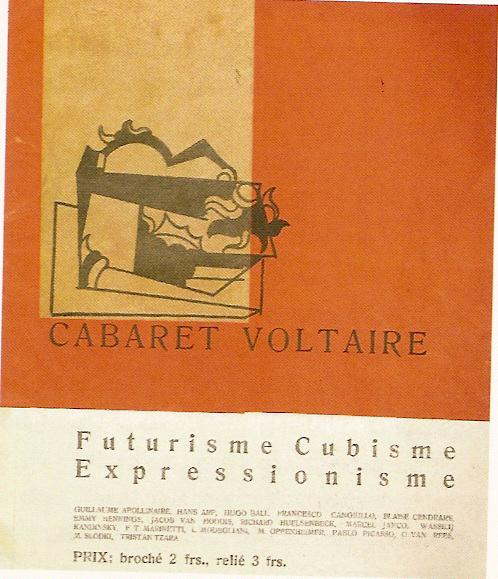
Numéro unique du journal du Cabaret Voltaire

D'après la description de Marcel Janco extraite de Dada, monographie d'un mouvement, on comprend que « Dada » n'est qu'un mot pour cristalliser un mouvement déjà existant. « Dada nous l'avions déjà dans la peau, depuis toujours mais de façon bien différente. C'est bien Larousse en main que, dans un café de Zurich, le mot fut découvert et investi de tout son pouvoir. »
Si Dada ne devient explicite que le 8 février 1916 lors de la lecture du Manifeste DaDa d'Hugo Ball, les premiers prémices tangibles du mouvement se font avec la création des Poèmes sans mots, déclamés dans le cabaret le 23 juin 1916 et les représentations furieuses de Richard Huelsenbeck.
Le contexte historique explique aussi l'émergence de l'avant-garde artistique en cet endroit. Alors que dans le reste de l'Europe fait rage la Première Guerre mondiale, Zurich s'avère un havre de liberté où peuvent se retrouver réfugiés, révoltés, intellectuels et artistes.
Cabaret voltaire est enfin le nom de la première publication zurichoise du futur groupe Dada, publiée par Hugo Ball le 24 mai 1916. Elle inclut notamment Crépitements, un des Poèmes élastiques de Blaise Cendrars et le fameux poème simultané à trois voix "L'amiral cherche une maison à louer" (Tzara, Janco, Huelsenbeck) présenté sur une double page composée en partition musicale.

## Citations
Hugo Ball : « Mesdames et messieurs, le Cabaret Voltaire n'est pas une boîte à attractions comme il y en a tant. Nous ne sommes pas rassemblés ici pour voir des numéros de frou-frou et des exhibitions de jambes, ni pour entendre des rengaines. Le Cabaret Voltaire est un lieu de culture. » (Annonce lors de la soirée inaugurale du 5 février 1916 pour faire taire l'énorme chahut.[réf. souhaitée])
Marcel Janco : « Une petite salle de quinze à vingt tables avec un plateau de dix mètres carrés, endroit pouvant contenir environ trente-cinq à cinquante visiteurs. Dès les premières soirées, il y eut salle comble. Les spectateurs battaient leur plein tard dans la nuit ce qui nous attirait bien d'ennuis avec les voisins et l'heure de clôture des bourgeois. » (Extrait de Dada, monographie d'un mouvement paru dans Willy Verkauf en 1957.)